# Grand Siècle (rose)
'Grand Siècle' est un cultivar de rosier mis au commerce en 1987 par la maison Delbard. Il est issu d'un croisement (['Queen Elizabeth' x 'Provence'] x ['Michèle Meilland' x 'Bayadère']) X (['Vœux de Bonheur' x 'Meimet'] x ['Madame Antoine Meilland' x 'Docteur François Debat']). Il rend hommage au Grand Siècle français.

## Description
Il s'agit d'un rosier au buisson très ramifié au feuillage touffu et vert foncé qui peut s'élever à 100 cm et plus. Il porte de grandes fleurs en coupe, parfumées, d'un rose délicat et crémeux dont le revers des pétales est plus pâle. La floraison est remontante.
Il a besoin d'une situation ensoleillée. Il résiste à des températures pouvant baisser à -20°.
Ses fleurs nacrées en font depuis une trentaine d'années un grand classique des jardins d'aujourd'hui.
On peut l'admirer dans les principales roseraies du monde et à la roseraie de Schiltigheim en Alsace.

## Récompenses
- Médaille d'or de la roseraie de Bagatelle